# Реакція Байєра — Вілліґера

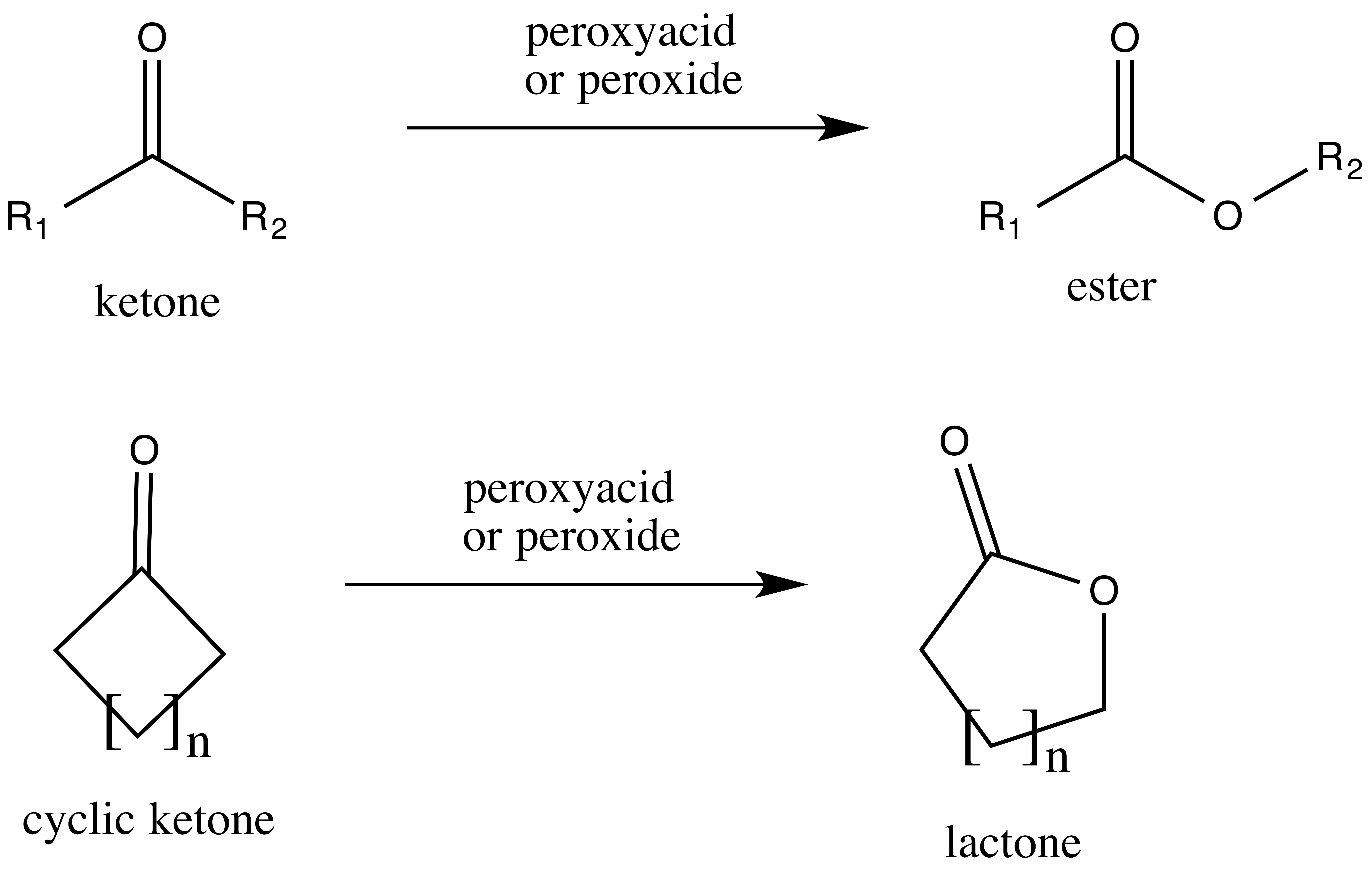
Baeyer-Villiger oxidation

Reaction mechanism of the Baeyer-Villiger oxidation

Реакція Байєра — Вілліґера (англ. Baeyer — Villiger oxidation) — оксидація альдегідів або кетонів пероксидом водню або надкислотами до відповідних кислот або естерів; у циклічних кетонах може вести до розширення циклу.
R2C(=O) + R'OOH → R2C(OH)(OOR') → RC(=O)(OR) + HOR'